# Катюшин, Василий Александрович
{{Военный деятель
```
| имя                  = Василий Александрович Катюшин
| оригинал имени       =
| имя при рождении     =
| дата рождения        = 31.12.1897 (19)
| место рождения       = дер. 
Бородино
, 
Красносельская волость
, 
Трубчевский уезд
, 
Орловская губерния
, 
Российская империя
[
1
]

| дата смерти          = 23.11.1954
| место смерти         = 
Горки
, 
Могилёвская область
, 
Белорусская ССР
, 
СССР

| изображение          = Катюшин, Василий Александрович.jpg
| ширина               = 225px
| описание изображения =
| прозвище             =
| псевдоним            =
| принадлежность       = {{|Российская империя}} → 
 
РСФСР
 → 
 
СССР

| годы службы          = 
1916
 — 
1917 годы
 
 
1918
 — 
1953 годы

| звание               = 
 
Старший унтер-офицер
 (
РИА
) 
 
 

 (
СА
)
| род войск            = 
Пехота

| командовал           = 
173-я стрелковая дивизия
 
 
153-я стрелковая дивизия
 
 
157-я стрелковая дивизия
 
 
173-я стрелковая дивизия

| сражения             = 
Первая мировая война
 
 
Гражданская война в России
 
 
Советско-польская война
 
 
Великая Отечественная война
```

 | награды              = 
```
| связи                =
| в отставке           =
| автограф             =
```

}}
Василий Александрович Катюшин (19 (31) декабря 1897 года, д. Бородино, Красносельская волость, Трубчевский уезд, Орловская губерния — 23 ноября 1954 года, Горки, Могилёвская область) — советский военный деятель, полковник (1942 год).

## Начальная биография
Василий Александрович Катюшин родился 31 декабря 1897 года в деревне Бородино ныне Выгоничского района Брянской области в крестьянской семье.
После сельской школы окончил четыре класса Брянской мужской гимназии. В мае 1913 года устроился ремонтным рабочим на Полесскую железную дорогу и работал на станциях Полужье, Выгоничи, Брянск, Почеп и Гомель. Зимой 1914 года перешёл электромонтёром на Бежецкий вагоностроительный завод.

## Военная служба

### Первая мировая и гражданская войны
15 мая 1916 года был призван в Русскую императорскую армию и направлен в 190-й запасной пехотный полк, дислоцированный в посёлке Клязьма, где в августе окончил учебную команду, после чего переведён в Сибирский 44-й стрелковый полк, в составе которого в чине младшего и старшего унтер-офицером принимал участие в боевых действиях на Западный фронт. Во время Октябрьской революции 1917 года В. А. Катюшин находился в составе 716-го пехотного Ужокского полка (179-я пехотная дивизия), дислоцированного в районе м. Лагишин Пинского уезда (Минская губерния). В декабре 1917 года демобилизован в чине старшего унтер-офицера, после чего убыл на родину.
10 марта 1918 года В. А. Катюшин добровольцем вступил в РККА, после чего был назначен на должность командира отделения в составе 23-го Полесского железнодорожного полка, в составе которого в апреле 1919 года принимал участие в ходе подавления мятежа 2-й Тульской бригады в городе Гомель, возглавляемого начальником хозяйственной части бригады бывшим штабс-капитаном В. В. Стрекопытовым.
В августе 1919 года направлен на учёбу на Минские командные курсы в Гомеле, в составе которых участвовал боевых действиях по обороне Речицы во время советско-польской войны. В августе 1920 года окончил курсы в городе Могилёв, после чего служил командиром взвода и роты в составе 69-го стрелкового полка (8-я Минская стрелковая дивизия), после чего принимал участие в боевых действиях на Западном фронте в похода на Варшаву, а также против войск под командованием генерала С. Н. Булак-Балаховича в районах городов Барановичи, Клецк и Несвиж.

### Межвоенное время
После окончания боевых действий В. А. Катюшин продолжил служить в 8-й стрелковой дивизии командиром взвода в составе 23-й бригады, а с февраля 1922 года — в дивизионной школе по подготовке младшего комсостава. В августе того же года переведён на должность командира взвода в корпусной школе 5-го стрелкового корпуса, с ноября 1923 года служил на должностях помощника командира роты и командира взвода в 22-м стрелковом полку, а с октября 1924 года — на должности помощника командира роты в составе 10-го стрелкового полка (4-я стрелковая дивизия, Западный военный округ).
В сентябре 1925 года направлен на учёбу на повторные курсы при Западной пехотной школе имени Мясникова, после окончания которых в августе 1926 года направлен в 24-й стрелковый полк (8-я стрелковая дивизия), в составе которого служил на должностях командира роты, командира батальона, помощника командира батальона и командира роты одногодичников. В 1928 году сдал экстерном экзамены за курс средней школы. В июле 1932 года назначен на должность помощника начальника штаба 22-го стрелкового полка.
В 1935 году окончил факультет заочного обучения Военной академии РККА имени М. В. Фрунзе. В мае 1936 года В. А. Катюшин направлен в Одесское военное училище, где назначен на должность преподавателя, а в ноябре 1938 года — на должность старшего преподавателя тактики. 24 октября 1939 года переведён на должность начальника тактического цикла и руководителя тактики в Ленинградское пехотное училище, а в июле 1940 года — на должность начальника 1-го (оперативного) отделения штаба 172-й стрелковой дивизии (Московский военный округ), дислоцированной в городе Сталиногорск Тульской области.

### Великая Отечественная война
С началом войны дивизия находилась в Тесницких военных лагерях в районе Тулы и после отмобилизования в конце июня — начале июля 1941 года она была передислоцирована в район Могилёва, где была включена в 61-й стрелковый корпус, 13-я армия, Западный фронт), заняла рубеж по западному берегу реки Днепр, прикрывая дороги Минск — Могилёв и Бобруйск — Могилёв, после чего с 3 июля принимала участие в ходе тяжёлых оборонительные боевых действий в районе Могилёва против войск 3-й танковой группы. В ходе боёв 25 июля майор В. А. Катюшин в составе дивизии попал в окружение, из которого во главе отряда в 350 человек вышел 29 августа в районе города Почеп в полосе обороны 50-й армии, после чего с 5 сентября исполнял должность помощника начальника, а с декабря — старшего помощника начальника оперативного отдела штаба этой же армии и принимал участие в боевых действиях в ходе боевых действий на брянско-калужском направлении, а также в Орловско-Брянской оборонительной, Тульских оборонительной и наступательной, Калужской и Ржевско-Вяземской наступательных операциях.
С апреля 1942 года находился в госпитале по болезни и после выздоровления в мае того же года назначен на должность начальника штаба 173-й стрелковой дивизии, которая находилась на пополнении во втором эшелоне 50-й, а с 1 июля — 10-й армий Западного фронта. В период с 10 мая по 29 июня подполковник В. А. Катюшин исполнял должность командира этой же дивизии. В августе дивизия была передислоцирована на Сталинградский фронт, где с сентября в составе 24-й и 1-й гвардейской армий вела оборонительные боевые действия северо-западнее Сталинграда в районе Котлубань.
6 декабря 1942 года В. А. Катюшин назначен на должность начальника штаба 277-й стрелковой дивизии, которая в составе 21-й армии вела ожесточённые боевые действия за Песковатку. 19 января 1943 года полковник Катюшин переведён на должность заместителя командира этой же дивизии, которая в период с 13 по 17 января в ходе операции «Кольцо» наступала во втором эшелоне 21-й армии и затем вела боевые действия в районе ст. Вороново, балка Царица, Опытная станция и к 27 января вышла на северо-западную окраину Сталинграда, после чего была выведена в резерв Ставки Верховного Главнокомандования. В конце февраля дивизия по железной дороге передислоцирована в район станции Пробуждение (Смоленская область), где была включена в состав 50-й армии (Западный фронт), после чего принимала участие в ходе Ржевско-Вяземской наступательной операции. В период с июня по июль находилась в резерве 49-й армии и затем была передана в состав 33-й армии, после чего принимала участие в ходе Спас-Деменской наступательной операции. В конце августа дивизия вошла в подчинение 49-й армии, в составе которой участвовала в Смоленской, Ельнинско-Дорогобужской, Смоленско-Рославльской наступательных операциях. Приказом Ставки Верховного Главнокомандования от 25 сентября 1943 года за освобождение города Рославль ей было присвоено почётное наименование «Рославльская». С 19 ноября дивизия входила в состав 33-й, а с 8 декабря — 5-й армий (Западный фронт, 24 апреля 1944 года переименованный в 3-й Белорусский) и вела боевые действия юго-восточнее Витебска.
В период с 12 по 17 февраля 1944 года полковник Катюшин исполнял должность командира 153-й стрелковой дивизией, а затем переведён на должность командира 157-й стрелковой дивизии (5-я армия). С 27 марта лечился находился в госпитале по болезни и после выздоровления 30 мая вернулся на прежнюю должность. 157-я стрелковая дивизия под командованием В. А. Катюшина с 29 июня вела боевые действия в рамках Белорусской, Минской, Вильнюсской и Каунасской наступательных операций, в ходе которых форсировала реки Березина и Неман. За бои по прорыву обороны противника на реке Неман дивизии 12 августа было присвоено почётное наименование «Неманская». С конца августа дивизия в составе 11-й гвардейской армии вела оборонительные боевые действия на рубеже по рекам Шешупе и Шеймена. 13 октября передана 5-й армии, после чего принимала участие в ходе Гумбиннен-Гольдапской, Восточно-Прусской, Инстербургско-Кёнигсбергской наступательных операций.
11 марта 1945 года полковник В. А. Катюшин был назначен на должность командира 173-й стрелковой дивизии, которая к 29 марта вышла на побережье залива Фришес-Хафф (Висленский), а затем была передислоцирована в Силезию, где в период с 22 апреля по 2 мая находилась в резерве 31-й армии и с 7 мая принимала участие в ходе Пражской наступательной операции.
За время войны комдив Катюшин был пять раз персонально упомянут в благодарственных в приказах Верховного Главнокомандующего.

### Послевоенная карьера
После окончания войны находился на прежней должности. В июле 1945 года дивизия была расформирована, после чего полковник В. А. Катюшин находился в распоряжении Военного совета 31-й армии и Главного управления кадров НКО, а в декабре назначен на должность заместителя командира 61-й стрелковой дивизии (Барановичский военный округ), а в июне 1947 года — на должность начальника военной кафедры Белорусской сельскохозяйственной академии.
Полковник Василий Александрович Катюшин 11 августа 1953 года вышел в запас. Умер 23 ноября 1954 года в городе Горки Могилёвской области.

## Награды и звания
- Орден Ленина (21.02.1945)[5][6];
- Три ордена Красного Знамени (29.07.1943[7], 03.11.1944[6][8], 20.06.1949[6]);
- Орден Суворова II степени (02.01.1945)[9];
- Орден Красной Звезды (09.08.1941)[10];
  - Медали, в том числе:
  - «XX лет Рабоче-Крестьянской Красной Армии» (1938)[9];
  - «За оборону Москвы» (25.09.1944)[11];
  - «За оборону Сталинграда» (13.07.1943)[12];
  - «За победу над Германией в Великой Отечественной войне 1941—1945 гг.» (1945);
  - «За освобождение Праги» (1945).

Приказы (благодарности) Верховного Главнокомандующего, в которых отмечен В. А. Катюшин.
- За форсирование реки Неман, прорыв сильно укрепленной обороны противника на западном берегу и овладение городом и крупной железнодорожной станцией Мариамполь, а также важными узлами коммуникаций Пильвишки, Шостаков, Сейны. 31 июля 1944 года № 160.
- За овладение штурмом городом и крепостью Каунас (Ковно) — оперативно важным узлом коммуникаций и мощным опорным пунктом обороны немцев, прикрывающим подступы к границам Восточной Пруссии. 1 августа 1944 года № 161.
- За овладение штурмом в Восточной Пруссии городом Инстербург — важным узлом коммуникаций и мощным укрепленным районом обороны немцев на путях к Кенигсбергу. 22 января 1945 года. № 240.
- За овладение мощными опорными пунктами обороны противника — Ширвиндт, Наумиестис (Владиславов), Виллюнен, Вирбалис (Вержболово), Кибартай (Кибарты), Эйдткунен, Шталлупенен, Миллюнен, Вальтеркемен, Пиллюпенен, Виштынец, Мелькемен, Роминтен, Гросс Роминтен, Вижайны, Шитткемен, Пшеросьль, Гольдап, Филипув, Сувалки на территории Восточной Пруссии. 23 октября 1944 года № 203.
- За завершение ликвидации окруженной восточно-прусской группы немецких войск юго-западнее Кёнигсберга. 29 марта 1945 года. № 317.

## Память
- Имя В. А. Катюшина присвоено улице в Могилёве[13] (бел. вуліца Васіля́ Кацю́шына, рус. улица Васи́лия Катю́шина).